# Pierre François Lejeune
Pierre François Lejeune (* 10. März 1721 in Brüssel; † 1790 ebenda) war ein flämischer Bildhauer und Professor an der Stuttgarter Hohen Karlsschule.

## Leben
Von 1737 bis 1753 hielt Lejeune sich in Rom auf und fertigte für verschiedene Auftraggeber Bildnisse und allegorische Figuren an. Im Jahre 1753 berief Herzog Carl Eugen ihn an den württembergischen Hof, wo er maßgeblich die Innenausstattung der herzoglichen Schlossneubauten bestimmte. 1761 wurde Lejeune Professor an der Hohen Karlsschule. Dort war er Lehrer von Johann Heinrich Dannecker, Philipp Jakob Scheffauer und Valentin Sonnenschein. 1769 wurde er Ehrenmitglied der Accademia di San Lucca. Sein Werk ist von einer spätbarocken Formensprache und französischen Einflüssen geprägt.

## Werke
- Büste des römischen Kaisers Antoninus Pius, um 1760, Schloss Ludwigsburg
- Le Silence – Das Schweigen, Marmorrelief, Schloss Solitude
- Statuettengruppe, Ludwigsburger Porzellan, Art Institute of Chicago
- Marmorstatue Herzog Karl Eugen als Befehlshaber, Württembergisches Landesmuseum Stuttgart
- Marmorbüste des Philosophen Voltaire, Schloss Ludwigsburg